# Arameiska/Syrianska Botkyrka IF
Arameiska/Syrianska Botkyrka Idrottsförening, oftmals auch nur als Syrianska Botkyrka IF bezeichnet, ist ein schwedischer Fußballverein aus Norsborg in der Gemeinde Botkyrka.

## Geschichte
Der Klub wurde 1980 als Arameiska/Syrianska KIF als Immigrantenverein gegründet. Lange Zeit spielte die Fußballmannschaft nur unterklassig, ehe 2001 als Staffelsieger der fünftklassigen Division 4 Stockholm Södra der Aufstieg in die vierte Liga gelang. Dort spielte die Mannschaft auf Anhieb in der Spitzengruppe mit und qualifizierte sich 2004 als Tabellenzweiter für die Aufstiegsrunde zur Drittklassigkeit, in der die Mannschaft nach einer 0:3-Niederlage mit einem 4:1-Sieg aufgrund der Auswärtstorregel an Kungsörs SK scheiterte. Im Folgejahr gelang in der Division 3 Östra Svealand ebenfalls der zweite Rang, dank einer Ligareform bedeutete dies die Qualifikation zur neuen viertklassigen Division 2 Östra Svealand, in der die Mannschaft als Vizemeister mit zwei Punkten Rückstand auf Gröndals IK den Aufstieg in die Division 1 verpasste.
In der Spielzeit 2007 gewann Arameiska/Syrianska KIF 14 der 22 Saisonspiele und setzte sich vor Eskilstuna City FK als Staffelsieger durch. Nachdem der Aufstieg perfekt war, nahm der Verein den Namen der heimischen Gemeinde Botkyrka, mit der der Klub kooperiert, in den Vereinsnamen auf. In der ersten Drittligasaison belegte die Mannschaft den achten Tabellenrang, die folgende Spielzeit beendete sie jedoch als Tabellenschlusslicht auf einem Abstiegsplatz und stieg gemeinsam mit Carlstad United BK und Östersunds FK in die vierte Liga ab. Als Viertligastaffelsieger 2016 kehrte der Klub in die Drittklassigkeit zurück, verpasste aber nach zwei Jahren Ligazugehörigkeit am Ende der Spielzeit 2018 den Klassenerhalt. In den folgenden Jahren etablierte sich die Mannschaft in der vierten Liga.

## Vereinsnamen
- 1980: Arameisk-Syrianska KIF
- 2008: Syrianska Botkyrka IF
- 2009: Arameiska-Syrianska Botkyrka IF
- 2016: Arameisk-Syrianska IF